# دستور ولاية بينانق
دستور ولاية بينانق تم تقديمه في عام 1957، وهو القانون الأساسي لولاية بينانج الماليزية. الدستور الذي دخل حيز التنفيذ قبل استقلال اتحاد مالايا (ماليزيا الآن) عن الإمبراطورية البريطانية، يتعلق بتشكيل حكومة الولاية وإجراءاتها. كما يحدد الحاكم كرئيس للولاية الذي يتصرف وفقًا لتقدير رئيس الوزراء الذي يمكثل رئيس الحكومة.

## التاريخ
تمت صياغة دستور بينانق بعد انضمام مستعمرة بينانق البريطانية آنذاك إلى اتحاد المالايا. من بين القضايا المتعلقة بصياغة دستور جديد لبينانق كان إنشاء حكومة منتخبة ديمقراطيا بقيادة الحاكم، وسلطات الدولة في شؤون عادات الملايو والشؤون الإسلامية. كما تم تضمين مسودة الدستور في تقرير نشرته لجنة ريد، التي كُلفت بصياغة دستور ملاوي الفيدرالي.
دخل الدستور حيز التنفيذ في 30 أغسطس 1957، أي قبل يوم واحد من استقلال الملايو عن الإمبراطورية البريطانية. ومنذ ذلك الحين تم إجراء 18 تعديلاً على الدستور، وآخر تعديل سارٍ منذ عام 2007.

## المكونات
يتكون دستور بينانق من خمسة أجزاء تحتوي على 42 مادة وجدولين (بما في ذلك 18 تعديلاً).

### الجزء الأول
يحتوي الجزء الأول على المواد من 1 إلى 9، والتي تنقسم بدورها إلى أربعة فصول. يتعلق الأمر بصلاحيات الحاكم بصفته رئيس الولاية والوزير الأول كرئيس للحكومة، وكذلك المجلس التنفيذي لولاية بينانق باعتباره السلطة التنفيذية لحكومة الولاية. كما يؤكد أن الإسلام هو دين الدولة، رغم أنه «يجوز ممارسة الديانات الأخرى بسلام وانسجام في أي جزء من الولاية». بالإضافة إلى ذلك يتناول الجزء الأول قدرة الولاية على حيازة أو التخلص من أي ممتلكات من أي نوع أو رفع دعوى.

### الجزء الثاني
يتألف الجزء الثاني من المواد من 10 إلى 27. ويتعلق بإنشاء وإجراءات الجمعية التشريعية لولاية بينانق، والهيئة التشريعية لولاية بينانق. ومن بين القضايا التي تم تناولها هي مؤهلات أعضاء مجلس الولاية المنتخبين، واستدعاء المجلس التشريعي وفضائه وحلّه، وانتخاب رئيس المجلس، والسلطات والإجراءات التشريعية، ومكافآت أعضاء مجلس الولاية.

### الجزء الثالث
يغطي الجزء 3 المواد من 28 إلى 33، ويتعلق بالأحكام المالية للولاية، بما في ذلك الضرائب، والنشر السنوي للبيانات المالية، ونفقات حكومة الولاية، وفواتير التوريد.

### الجزء الرابع
يتضمن الجزء 4 المواد من 34 إلى 37، ويتعلق بالأحكام العامة مثل: المعاملة المحايدة لموظفي حكومة الولاية، فضلاً عن تعديل الدستور وتفسيره وإعادة طبعه.

### الجزء الخامس
الجزء 5 والذي يحتوي على المواد 38 إلى 42، يتعلق بالأحكام الانتقالية التي دخلت حيز التنفيذ عند استقلال اتحاد مالايا في عام 1957. من بين القضايا التي تم تناولها في الجزء 5 تعيين أول حاكم لبينانق، وإجراءات الولاية الحكومة خلال فترة انتقالية محددة ونقل الضباط.